# Dedicated (singolo)
Dedicated è un singolo del disc jockey italiano Mario Più, pubblicato nel 1996.

## Tracce
Testi di A. Remondini, M. Piperno, R. Ferri (eccetto traccia 4).
1. Dedicated (Radio Edit) – 3:33
2. Dedicated (Mas Mix) – 6:55
3. Dedicated (String Mix) – 6:55
4. Elixir – 6:28 (testo: M. Piperno, M. Picotto, R. Ferri)